# Ivan Sen
Ivan Sen (Nambour, 1972) é um cineasta aborígene australiano. Ele é diretor, roteirista, diretor de fotografia, e também montador, compositor e editor de som. A extensão de sua obra não é somente a maior entre cineastas aborígenes, mas também uma das maiores entre cineastas australianos em geral.
Em Seus filmes apresentam temáticas baseadas em questões de deslocamento, localidade e identidade.

## Biografia
Ivan Sen nasceu em Nambour, Queensland, sendo o segundo filho de Donella e Duro Sen. Sua mãe Donella pertence a nação Gamilaroi do norte de New South Wales, e seu pai Duro nasceu na Croácia de pai alemão e mãe húngara.
Quatro anos depois de seu nascimento, a mãe, juntou Ivan e seus irmãos, partiu para Tamworth, New South Wales, na intenção de escapar de violência doméstica. Antes disso a família visitava regularmente a terra natal de Donella, a missão de en:Toomelah. A notória comunidade aborígene foi o último destino de reassentamentos forçados de Gamilarois. Fundada em 1937 pelo governo do estado de New South Wales, Toomelah tem uma história delicada. Já foi reserva, passou à missão, mas também é chamada de estação, e carrega um histórico de condições precárias e ser alvo de políticas governamentais danosas. A própria mãe de Sen foi, quando ainda adolescente, levada da comunidade para executar trabalho forçado numa remota fazenda.
Por oito anos Sen viveu em Tamworth com a mãe e os dois irmãos, numa região conhecida como Vegemite Village. A família ainda visitava Toomelah ocasionalmente, e Sen tinha certa popularidade entre os jovens e tinha amizade com todos os tipos de criança, tanto aborígenes como brancos, tanto os ricos e os pobres. No entanto, querendo deixar a realidade difícil do bairro, a mãe decidiu levar a família para Inverell. Lá, Sen se sentiu intimidado pelo dinâmica conservadora, mais racialmente e socialmente discriminatória. Sen se manteve um adolescente solitário e calado.
Com a mudança, Sen também foi apresentado à pintura e a fotografia. Sua mãe casou-se com um editor de jornal, que deu para Sen uma velha câmera Olympus e lições de fotografia, como noções de revelação de filme e outras habilidades. Logo Sen também estava trabalhando para o jornal e mais tarde se inscrevendo na graduação de fotografia da Griffith University, Brisbane. Transferiu-se para a escola de cinema na mesma universidade, e um ano depois para uma escola de cinema na Australian Film, Television and Radio School, em Sydney. Lá o grande apetite de Sen por filmes e seu empenho em melhorar suas habilidades como cineasta se uniram a sua oposição ao modelo clássico de cinema que era ensinado na escola. Peter Robb escreveu que, ao falar sobre os tempos em Sydney, Ivan bravejou, “num raro momento de intensidade e voz alta, que tal modelo produzia diretores monstros. Palavra essa que ele usou diversas vezes.”
Na Australian Film, Television and Radio School Sen produziu seus primeiros curtas e documentários, trabalhando com a equipe com a qual ele ainda trabalha hoje em dia.[carece de fontes?]
Ao longo da segunda metade dos anos 90, Sen dirigiu seus primeiros curta-metragens, antes de estreiar com seu primeiro longa, Beneath Clouds, em 2002.

## Carreira
Além de numerosos curta-metragens e documentários, Ivan Sen produziu nos últimos quinze anos cinco longa-metragens de ficção. Junto a essa extensa lista de trabalhos, uma das maiores no cinema Australiano, especialmente quando considerados somente diretos aborígenes, o cinema de Sen é reconhecido por sua característica autoral. A revista Variety o qualificou como “multihifenizado’, já que o cineasta trabalha muitas vezes como uma "equipe de um homem só", assumindo de uma só vez os papéis de roteirista, diretor, diretor de fotografia, câmera, montador, compositor, e editor de som.
Depois de ter feito alguns curta-metragens para as canais de televisão SBS and ABC, Sen marcou sua carreira em 2002 com o seu longa de estréia, o autobiográfico Beneath Clouds. O filme foi feito com uma equipe de diferentes origens, incluindo um diretor de fotografia aborígene, uma produtora branca e outros tantos membros de equipe aborígenes. Durante as filmagens no entanto, Sen e a produtora Teresa-Jane Hanson se mostraram discontentes com a limitada disponibilidade de pessoal qualificado de origem aborígene. O filme, produzido com um orçamento de 2.5 milhões de dólares, conferiu Sen reconhecimento internacional, tendo sido exibido em 2003 em Sundance e ganhado o Premiere First Movie Award no Festival de Berlin de 2002 e o Prêmio de Melhor Diretor no Australian Film Institute Awards.[carece de fontes?]
Os anos 2000 também foram marcados por uma longa lista de documentários, a maioria feitos para a TV ABC. Em 2005, o documentário Yellow Fella (feito para a SBS), foi exibido na sessão Un Certain Regard do Festival de Cannes. Em 2009, o Message Sticks Indigenous Film Festival, sediado na Sydney Opera House, recebeu a estréia mundial de Fire Talker, um notável documentário biográfico sobre o ativista político, jogador de futebol, e político aborígine Charlie Perkins. A renda resultante desses trabalhos para televisão foram utilizados no financiamento da produção de seu segundo longa metragem, Dreamland (2009), exibido em 2010 no Busan International Film Festival e no Festival Internacional de Cinema de Melbourne.
Seu terceiro longa Toomelah (2011) recebeu longos aplausos quando exibido em Cannes, concorrendo na categoria Un Certain Regard. Os atores que viajaram da humilde comunidade aborígene para a glamurosa cidade Riviera Francesa foram recebidos como pequenas celebridades. Peter Robb descreveu como Daniel Connors, o não-profissional ator principal de 9 anos de idade, “vestia um smoking para a exibição e dominava a imprensa internacional como um profissional.”
Mystery Road, o quarto longa-metragem de Ivan Sen, estreiou no Festival de Cinema de Sydney em junho de 2013, contando com a atuação de conhecidos atores Australianos, como Aaron Pedersen, Hugo Weaving, Jack Thompson, Ryan Kwanten e Tasma Walton. O filme também foi exibido no Festival Intercional de Cinema de Toronto de 2013.
Seu último lançamento foi Goldstone (2016), uma sequência de Mystery Road, tendo no elenco Aaron Pedersen, Jacki Weaver, Alex Russell, David Gulpilil, David Wenham e Tom E. Lewis.

## Temas e Filmes
Ao escrever o roteiro de seu primeiro filme , Beneath Clouds, Sen baseou-se em suas própria experiência como filho de uma mãe Aborígene e de um pai branco e ausente. O filme acompanha dois adolescentes, Lena (Dannielle Hall) e Vaughn (Damian Pitt), enquanto pegam carona de uma região rural de New South Wales para Sydney, cada um com suas próprias razões para tanto. Lena, que é apesar de parecer branca é mestiça, despreza sua mãe aborígene e sonha em conhecer seu pai Irlandês. Enquanto isso, Vaughn, que é indígena, fugiu de uma casa de detenção para tentar ver a mãe que está a beira da morte. Ao dividirem a estrada, os dois adolescentes tem que enfrentar suas próprias identidades e escolhas. O filme explora muitos dos conflitos raciais da sociedade australiana, assim como o modo que as escolhas que cada um faz afetam seus destinos.[carece de fontes?]
O documentário Yellow Fella aborda a um momento em particular na vida do ator e músico Tom E. Lewis, que estrelou no papel principal de The Chant of Jimmie Blacksmith (Fred Schepisi, 1978). O personagem tinha uma “vida incrivelmente próxima a do [ator]: um jovem rapaz de origem mestiça, lutando para encontrar seu lugar em meio a duas culturas.” Sen documenta a procura de Lewis pelo túmulo de seu pai Galês e, ao mesmo tempo, por parte de própria identidade.
Toomelah (2011) conta a história de Daniel, um garoto aborígene de 10 anos de idade crescendo na comunidade em que nasceu a mãe de Sen. Um tipo híbrido de documentário e ficcão, o filme acompanha Daniel em suas andanças pela “missão”, tentando entender o que seus pais, seus amigos e ele próprio esperam dele. Muito do roteiro foi baseado em notas tomadas por Sen das expressões, conversas, emoções e palavras dos moradores de Toomelah na intenção de traduzir a imobilidade de que a comunidade sofre. Toomelah é um local que, ao mesmo tempo, perdeu suas raízes e tradições e também foi esquecido, ignorado pela Estado colonizador.
A terra, a paisagem e o local são normalmente considerados os temas mais importantes nos filmes de Ivan Sen. O seu jeito particular de representar céus, estradas e horizontes são sua maneira de trabalhar com questões de localidade, deslocamento e relocação e com a relação delas com identidade. De acordo com Jane Mills, “como descendente do povo Gamilaroi do norte de New South Wales (...), Sen faz filmes que são indiscutivelmente interculturais, diaspóricos e pós-coloniais e, como tanto, qualificados como “filmes de sotaque” e como cinema intercultural.”
Apesar de Ivan Sen ter normalmente expressado, através de suas práticas de modos de cinema, uma sensibilidade comum ao cinema-arte, seus trabalhos mais recentes mostram um lado diferente do cineasta. Apelo popular tem sido para ele um importante ponto a ser considerado. Em seu entendimento, se uma forma ideal de cinema seria baseada no tom austero e de aparente improvisação de Lars von Trier, ela também necessitaria do controle e detalhismo no estilo do diretor Hollywoodiano Michael Mann. Mystery Road (2013) é visto como o primeiro esforço de Sen em atingir em suas narrativas um equilíbrio entre os modos comercial e de arte no cinema.

## Filmografia

### Longa-metragens de Ficção
- 2016 - Goldstone – Bunya Productions, Dark Matter
- 2013 - Mistery Road – Bunya Productions, Mystery Road Films, Screen Australia
- 2011 - Toomelah – Bunya Productions, Sydney.[5]
- 2009 - Dreamland
- 2002 - Beneath Clouds – Australian Film Finance Corporation, Axiom Films, SBS Independent, Dendy Films, NSW FTO.[5]

### Curta-metragens de Ficção[5]
- 1999 - Dust – SBS Independent, NSW FTO.
- 1998 - Wind – AFC, SBS Independent, ABC TV, NSW FTO.
- 1997 - Journey – ABC, Festival of the Dreaming.
- 1996 - Tears – AFC, SBS Independent, NSW FTO.

Two teenagers walk from the certainty of life on the "mish" to a bus stop and enter uncertain dreams of a life somewhere else. At the bus stop both of them have to make a decision.
- 1995 - Warm Strangers – AFTRS, ABC

### Documentários para Televisão[5]
- 2008 - Fire Talker, The life and times of Charles Perkins – ABC.
- 2007 - Embassy Days – ABC.
- 2006 - A Sister’s Love – ABC.

The documentary traces the disappearance of Lois Roberts, the family’s uncertainty on her whereabouts, the finding of her body and details about the inquiry and police action.
- 2006 - Broken Borders – ABC.
- 2006 - Aunty Connie – ABC.
- 2005 - Shifting Shelter 3 – ABC.
- 2005 - Yellow Fella – SBS.
- 2003 - Who was Evelyn Orcher? – ABC.
- 2002 - The Dreamers – ABC.
- 2000 - Shifting Shelter 2 – ABC.
- 1998 - Vanish – ABC
- 1995 - Shifting Shelter 1 – ABC.

## Prêmios
| Ano  | Prêmio                                             | Categoria                     | Filme               | Resultado                                                     |
| ---- | -------------------------------------------------- | ----------------------------- | ------------------- | ------------------------------------------------------------- |
| 1998 | Cork International Film Festival                   | Best International Short Film | Tears               | Venceu                                                        |
| 1999 | Australian Film Institute                          | Best Short Fiction Film       | Wind                | Indicado                                                      |
| 2000 | Clermont-Ferrand International Short Film Festival | International Competition     | Wind                | Venceu                                                        |
| 2002 | Australian Film Institute                          | Best Direction                | Beneath Clouds      | Venceu                                                        |
| 2002 | Australian Film Institute                          | Best Music                    | Beneath Clouds      | Indicado                                                      |
| 2002 | Australian Film Institute                          | Best Screenplay               | Beneath Clouds      | Indicado                                                      |
| 2002 | Berlin International Film Festival                 | First Movie Award             | Beneath Clouds      | Venceu                                                        |
| 2002 | Berlin International Film Festival                 | Golden Berlin Bear            | Beneath Clouds      | Indicado                                                      |
| 2002 | Film Critics Circle of Australia Awards            | Best Director                 | Beneath Clouds      | Indicado                                                      |
| 2002 | Film Critics Circle of Australia Awards            | Best Music                    | Beneath Clouds      | Indicado                                                      |
| 2002 | IF Awards                                          | Best Direction                | Beneath Clouds      | Venceu 2005 Cannes International Film festival "Yellow Fella" |
| 2011 | Asia Pacific Screen Awards                         | UNESCO Award                  | Toomelah            | Venceu                                                        |
| 2011 | Cannes Film Festival                               | Un Certain Regard Award       | Toomelah            | Indicado                                                      |
| 2011 | Cinemanila International Film Festival             | International Competition     | Toomelah            | Indicado                                                      |
| 2012 | AACTA Awards                                       | Byron Kennedy Award           | Byron Kennedy Award | Venceu                                                        |
| 2014 | AACTA Awards                                       | Best Direction                | Mystery Road        | Indicado                                                      |
| 2014 | AACTA Awards                                       | Best Original Screenplay      | Mystery Road        | Indicado                                                      |
| 2014 | AACTA Awards                                       | Best Editing                  | Mystery Road        | Indicado                                                      |
| 2014 | Australian Film Critics Association Awards         | Best Director                 | Mystery Road        | Venceu                                                        |
| 2014 | Australian Film Critics Association Awards         | Best Screenplay               | Mystery Road        | Venceu                                                        |
| 2014 | Australian Film Critics Association Awards         | Best Cinematography           | Mystery Road        | Venceu                                                        |
| 2014 | Film Critics Circle of Australia Awards            | Best Director                 | Mystery Road        | Venceu                                                        |
| 2014 | Film Critics Circle of Australia Awards            | Best Script                   | Mystery Road        | Indicado                                                      |
| 2014 | Film Critics Circle of Australia Awards            | Best Cinematographer          | Mystery Road        | Indicado                                                      |
| 2014 | Film Critics Circle of Australia Awards            | Best Editing                  | Mystery Road        | Indicado                                                      |
| 2014 | Film Critics Circle of Australia Awards            | Best Music                    | Mystery Road        | Indicado                                                      |
| 2016 | AACTA Awards                                       | Best Direction                | Goldstone           | Indicado                                                      |
| 2016 | AACTA Awards                                       | Best Original Screenplay      | Goldstone           | Indicado                                                      |
| 2016 | AACTA Awards                                       | Best Editing                  | Goldstone           | Indicado                                                      |
| 2016 | BFI London Film Festival                           | Best Film                     | Goldstone           | Indicado                                                      |
| 2016 | Sydney Film Festival                               | Best Film                     | Goldstone           | Indicado                                                      |
| 2016 | Toronto International Film Festival                | Platform Prize                | Goldstone           | Indicado                                                      |

## References
1. 1 2 3 4 5 6 7 8  Robb, Peter (novembro de 2011). «DREAMLAND A journey through north-western NSW with Ivan Sen». The Monthly. Consultado em 30 de março de 2017
2. 1 2 3 4 5  Mills, Jane (junho de 2015). «Bordering Activity in Ivan Sen's Film Toomelah (2011)». Screening the Past. Consultado em 30 de março de 2017
3. 1 2 3 4 5 6  «Outsider knowledge». 20 de setembro de 2013. Consultado em 30 de março de 2017
4. ↑  Boland, M (2001). «Australia: Black and white issues has gray areas». Variety. 382, 22  – via FIAF
5. 1 2 3 4 5  «Toomelah |». Toomelah (em inglês). Consultado em 31 de março de 2017. Arquivado do original em 5 de abril de 2017
6. ↑  «SBS Film - Spreading the message by Mary Colbert»
7. ↑  «Mystery Road». TIFF. Consultado em 9 de agosto de 2013
8. ↑  «Aaron Pedersen, Jacki Weaver join cast for Ivan Sen's 'Goldstone'». SBS Movies (em inglês)
9. ↑  https://www.creativespirits.info/resources/movies/a-sisters-love

## Sources
- Lawson, Sylvia (2006). «Along the 'pot-holed track': meditations on mixed inheritance in recent work by Ivan Sen and Dennis Mcdermott». Aboriginal History. 30: 211–217